# Émousses
L'émousse est un vieil arbre creux dont le cœur et une partie de l'aubier ont disparu. C'est un moyen de fournir naturellement des caches, ou cachettes, que l'on ne peut soupçonner. Un hêtre, un chêne, un tilleul, un chêne-liège ou saule-têtard peut offrir ce type de cache naturelle.
Les émousses étaient des caches utilisées par les Chouans pour échapper soit aux gabelous soit aux soldats républicains pendant la Révolution française.
Exemple :
- Le chêne creux de Concoret (Morbihan), où le prêtre réfractaire Guillotin se réfugia.
- Les traboucayres dans le pays catalans.